# Normaler Samt
Normaler Samt ist ein Album des deutschen Hip-Hop-Duos Audio88 & Yassin. Es erschien am 13. März 2015 über die Plattenfirma Heart Working Class. Der Albumtitel ist eine Referenz an Torchs Deutschrap-Veröffentlichung Blauer Samt.

## Titelliste
1. Normaler Samt – 2:13
2. Schmutzige Rapper – 2:40
3. Das Orakel von Delfin (feat. grim104) – 3:18
4. Der Rest der Band stellt sich vor – 1:28
5. Mann im Mond (feat. Döll und Mädness) – 4:35
6. Gangzeichen (Dresden) – 3:38
7. Hundestammbaum – 2:42
8. Die Welt dreht sich weiter – 3:38
9. Köfte und Schnitzel – 2:43
10. Dieses Interlude – 0:35
11. Täter oder Opfer (feat. Enoq) – 3:36
12. Taschentuch (feat. Mädness) – 4:30
13. Nett sind sie alle – 4:42
14. Normale Freunde (feat. Hiob, Sylabil Spill, JAW, Mädness, Dexter, El Ray, Rufmord3000, Döll, DCVDNS, grim104, Morlockk Dilemma, Megaloh und Betty Ford Boys) – 10:07
15. Das letzte Lied – 5:04

## Rezeption

### Charts
Normaler Samt stieg auf Platz 22 der deutschen Album-Charts ein. Bereits in der zweiten Woche verließ die Veröffentlichung die Hitparade wieder.

### Kritik
Die E-Zine Laut.de bewertete Normaler Samt mit vier von möglichen fünf Punkten. Aus Sicht des Redakteurs Thomas Haas bewege sich das Album „auf dem schmalen Grat zwischen überspitzter Szenekritik und Selbstironie und mach[e] dabei keinerlei Abstriche.“ Dabei charakterisiert der Redakteur die Musik des Duos als „hochgradig misanthropischer Metaebenen-Battle-Rap mit Hang zum Zynismus.“ Auch die „Kritik an gesellschaftlichen Gepflogenheiten“, wie etwa die „sarkastische First-World-Problem-Verhöhnung“ auf Taschentuch, sei „ein nicht zu vernachlässigender Teil“ der Kunst von Audio88 & Yassin. Abgesehen von dem „Trap-Instrumental“ des ersten Stücks, bleibe „die Platte ihrer soundtechnischen Marschroute treu.“ Der Produzent Torky Tork verbinde „nerdiges Diggertum mit brettharten Bummtschak-Produktionen.“
Christian Weins von MZEE bewertet das Album positiv und bezeichnet es als „die bisher sanfteste Veröffentlichung in der Diskografie von Audio88 und Yassin“. Er hebt die „ausnahmsweise mal nicht ganz so schlechte Laune“ der Protagonisten hervor und empfiehlt dem Leser das Album ausdrücklich.

### Bestenliste
In der Liste der besten „Hip Hop-Alben des Jahres“ 2015 von Laut.de wurde Normaler Samt auf Rang 9 platziert. Aus Sicht der Redaktion handele es sich bei dem Album um die „erste große Überraschung im noch jungen Rapjahr.“ Normaler Samt hieve „die beiden Nischenrapper nach Jahren des Schattendaseins endlich aus ihrer Komfortzone.“